# Adriaan Korteweg

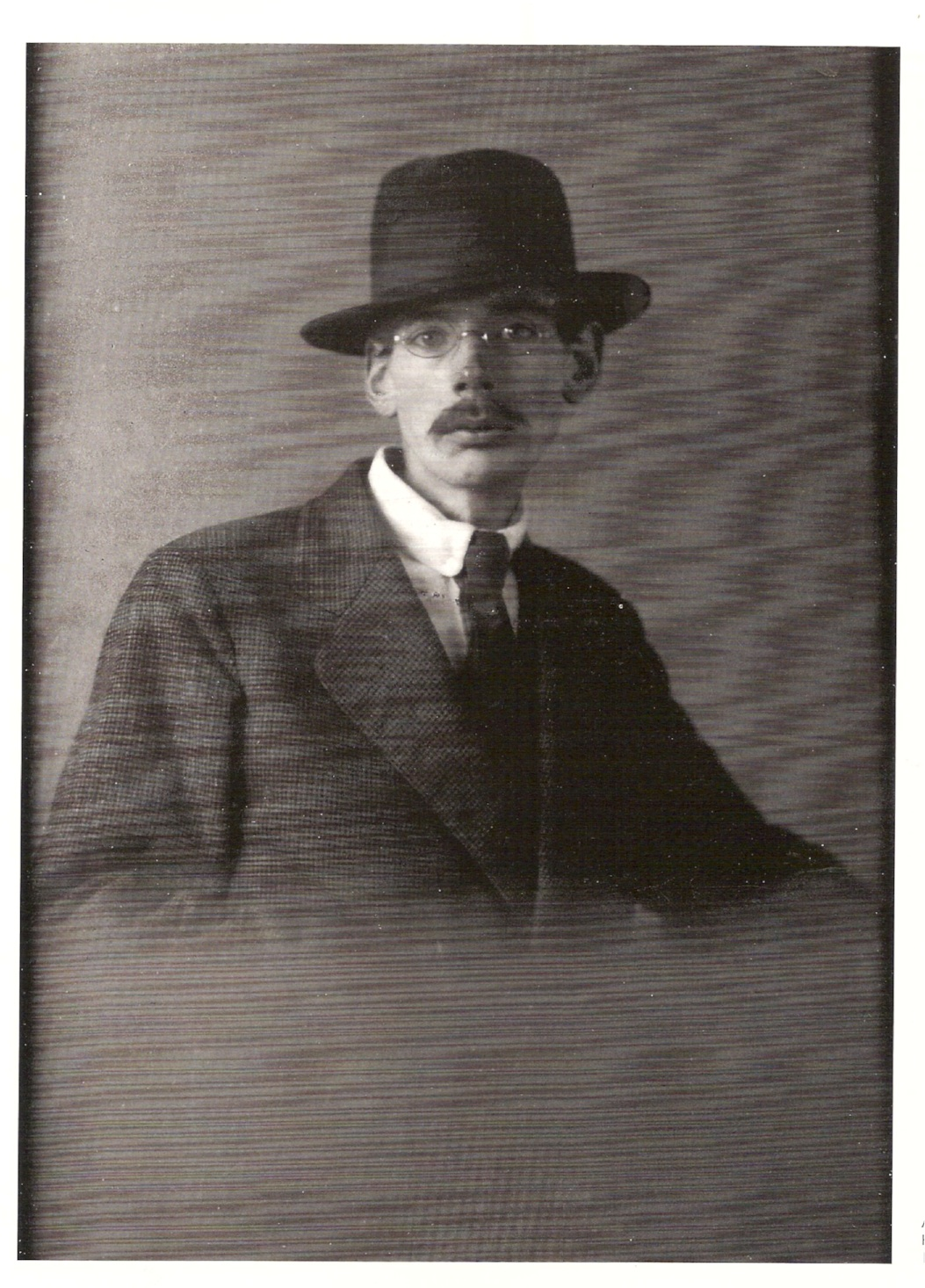
Adriaan Korteweg

Adriaan Johan Korteweg (Wormerveer, 21 september 1890 – Chennai, India, 12 november 1917) was een Nederlands kunstschilder en theosoof.

## Biografie
Korteweg werd geboren in Wormerveer als vierde van de vijf kinderen van de huisarts Pieter Cornelis Korteweg (1853-1936) en Cornelia Wilhelmina Laan. Na de H.B.S. studeerde hij bouwkunde aan de Technische Hogeschool Delft (1908). In 1911 liep Korteweg stage in Amsterdam bij Joseph Cuypers en werd betrokken bij de bouw van de Amsterdamse effectenbeurs. Hij deed tentamens, maar brak zijn studie in november 1912 af om zich in Amsterdam volledig aan het schilderen te wijden.
Zijn vroegste werk was sterk beïnvloed door Vincent van Gogh. Al snel legde hij een grote fascinatie aan de dag voor het gedachtegoed van Wassily Kandinsky (1866-1944). Eind 1912 organiseerde de Rotterdamse kunsthandel Oldenzeel een reizende expositie van het werk van deze schilder, die Korteweg waarschijnlijk in Utrecht heeft gezien en mogelijk las hij ook Kandinsky’s opstel ‘Ueber Kunstverstehen’ speciaal geschreven voor het weekblad Der Sturm (oktober 1912), evenals het boek Über das Geistige in der Kunst.

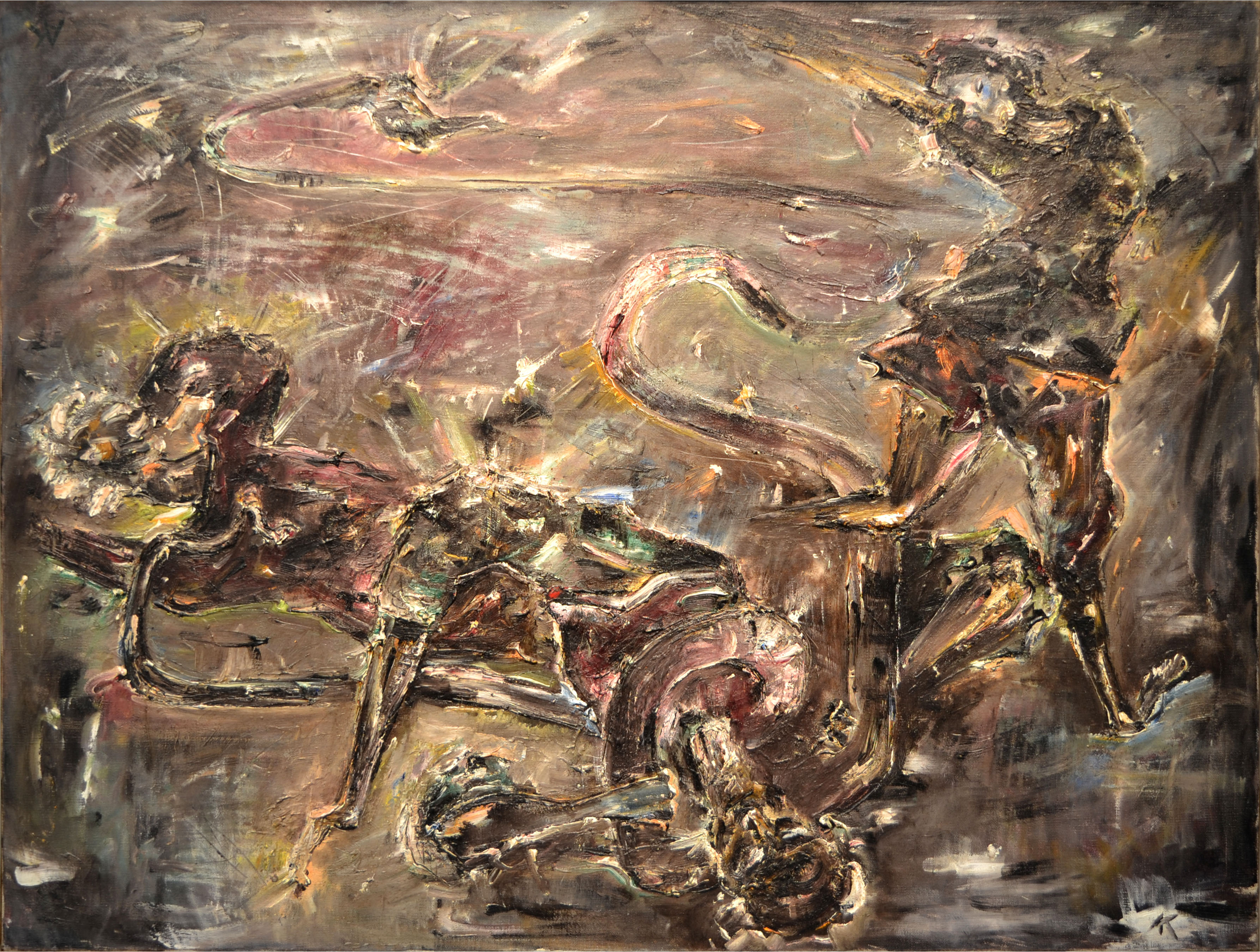
Laocoön, 1914, München

Korteweg besloot naar München te gaan. Hij vertrok eind maart 1913 en huurde een kamer in Schwabing. Al enkele dagen na zijn aankomst bezocht hij Kandinsky in zijn atelier en kwam via hem in contact met andere leden van Der Blaue Reiter. Kandinsky schreef over Korteweg aan Franz Marc: "Maar de nieuwe schilderijen? De nieuwe kunst? Het enige nieuwe, echt interessante en (wat) echt leeft zijn de schilderijen van een jonge Hollander, die mij eens bezocht en nu van tijd tot tijd komt". Dankzij Marc nam Korteweg met vier schilderijen aan de Erste Deutscher Herbstsalon in Berlijn deel, die georganiseerd was door Herwarth Walden. Korteweg ging voor de opening naar Berlijn en bleef daar een paar weken. Tijdens de expositie werd het doek ‘De Amstelbrug’ verkocht aan een Hamburgs echtpaar.
In het jaar dat Korteweg in München doorbracht ontstond het grootste en interessantste deel van zijn oeuvre. Als beginnend kunstenaar keek hij naar het werk van de klassieken, en vond bijzonder snel een authentieke stijl. Vooral de kunst van El Greco , die in 1911 een grote expositie in München had, was erg belangrijk voor zijn ontwikkeling, maar ook het werk van Rembrandt, Edvard Munch en de schilders van Der Blaue Reiter, met name Franz Marc.
Eind maart 1914 kwam Korteweg terug naar Amsterdam. Eerst woonde hij in de Havenstraat en daarna bij zijn vriend Dirk Koning in de Zeilstraat. Hij nam korte tijd les bij de schilders Martin Monnickendam, Jaap Weyand en Cornelis Spoor en werd lid van de Theosofische Vereeniging, waar ook Spoor bij was aangesloten. In de kunstenaarskringen zette Korteweg zich in om het gedachtegoed van Kandinsky (Über das Geistige in der Kunst) te verspreiden; hij leende zijn exemplaar geregeld uit, tot hij het aan de Theosofische Bibliotheek schonk. De Eerste Wereldoorlog brak uit en aan het einde van de zomer ging Europa min of meer op slot. Het contact met Duitsland werd verbroken.

In de herfst deed Korteweg mee aan de vierde tentoonstelling van De Onafhankelijken dankzij Dirk Koning, die er secretaris was. Hij nam ook aan de volgende drie exposities deel, maar zijn aandacht was toen al grotendeels verschoven naar de Theosofische Vereeniging, waarvoor hij onder andere lezingen hield.
In januari 1916 solliciteerde hij naar een baan als bouwkundig tekenaar bij het architectenbureau K.P.C. de Bazel maar hij werd afgewezen omdat hij zijn studie niet had voltooid. Vervolgens raakte hij betrokken bij landbouwkolonie Westerweg in Nieuwe Niedorp (Noord-Holland), die connecties had met Walden van Frederik van Eeden en dezelfde basisideeën als over pacifisme en veganisme. Korteweg woonde hier van juni tot september.

Hij vertrok daarna naar Den Haag tot hij weigerde zijn militaire dienstplicht te vervullen en in voorarrest kwam te zitten in de Kromhoutkazerne te Utrecht. Een maand later werd hij vanwege zijn zwakke gezondheid overgeplaatst naar het plaatselijke militaire hospitaal, waar hij theosofische boeken las die hij zich door de bibliotheek van de Vereeniging liet toesturen. Daar nam hij de beslissing naar India te gaan als hij zou worden ontslagen van militaire dienst. Toen hij inderdaad ongeschikt werd verklaard, gaf hij een volmacht voor zijn hele bezit aan Dirk Koning en scheepte zich eind december in voor India.
Korteweg kwam in februari 1917 aan in India, maar onderbrak zijn reis naar Chennai voor een uitstapje naar Nederlands-Indië. Hij bleef een tijdje op Java, maar dat beviel hem niet goed. In april was hij terug in India en woonde enkele maanden in een klooster van een brahmaanse broederschap in Chennai. Aanvankelijk wilde hij van daaruit naar een klooster in het noorden van India gaan, maar Korteweg veranderde van plan en besloot om via Mumbai en Zwitserland naar Nederland terug te reizen. Ondertussen was door ondervoeding en uitputting zijn gezondheid zo verslechterd dat Korteweg in september werd opgenomen in het stedelijke ziekenhuis van Chennai, waar hij op 12 november overleed.

## Tentoonstellingen
- 1913 – Erste Deutscher Herbstsalon, Berlijn, 21 september – 1 december 1913
- 1914 – De Onafhankelijken, Amsterdam, herfst
- 1915 – De Onafhankelijken, Amsterdam, voorjaar en herfst
- 1916 – De Onafhankelijken, Amsterdam, voorjaar
- 1972 – Het Nieuwe Wereldbeeld, het begin van de abstracte kunst in Nederland 1910-1925 (Utrecht, Centraal Museum, Groningen en Schiedam)
- 1979 – Museum van Bommel van Dam, Venlo, overzichtstentoonstelling
- 1993-1994 – Städtische Galerie im Lenbachhaus, München,15 december 1993 – 27 februari 1994 – overzichtstentoonstelling
- 1995 – Nijmeegs Museum Commanderie van Sint Jan 13 mei – 25 juni 1995 – tekeningen

- Bibliothèque nationale de France: cb12471068f (data)
- Biografisch Portaal: 42615843
- Gemeinsame Normdatei: 174335091
- International Standard Name Identifier: 0000 0000 3012 5075
- Library of Congress Control Number: n79038698
- Nederlandse Thesaurus van Auteursnamen: 07272188X
- RKD-Nederlands Instituut voor Kunstgeschiedenis: 45986
- Union List of Artist Names: 500708983
- Virtual International Authority File: 5736833
- WorldCat: E39PBJwmQh96QcJbqdGBffQrMP